# Seznam katastrálních území v okrese Teplice
V této tabulce je uveden kompletní výčet katastrálních území Okresu Teplice, včetně rozlohy a sídel, které na nich leží.
| Název KÚ                  | Sídla                                                                                 | Obec                      | km2   |
| ------------------------- | ------------------------------------------------------------------------------------- | ------------------------- | ----- |
| A                         | A                                                                                     | A                         |       |
| Běhánky                   | Běhánky                                                                               | Dubí                      | 1,43  |
| Bílina                    | Bílina, Mostecké Předměstí, Pražské Předměstí, Teplické Předměstí, Újezdské Předměstí | Bílina                    | 12,72 |
| Bílina-Újezd              | Újezdské Předměstí                                                                    | Bílina                    | 1,9   |
| Bílka                     | Bílka                                                                                 | Bořislav                  | 1,61  |
| Bohosudov                 | Bohosudov                                                                             | Krupka                    | 2,02  |
| Bořislav                  | Bořislav                                                                              | Bořislav                  | 5,89  |
| Břešťany                  | Mostecké Předměstí                                                                    | Bílina                    | 2,89  |
| Břežánky                  | Mostecké Předměstí                                                                    | Bílina                    | 4,68  |
| Bystřany                  | Bystřany, Nové Dvory                                                                  | Bystřany                  | 3,03  |
| Bystřany-Světice          | Světice, Úpořiny                                                                      | Bystřany                  | 3,39  |
| Bžany                     | Bžany, Hradiště                                                                       | Bžany                     | 4,54  |
| Cínovec                   | Cínovec                                                                               | Dubí                      | 11,16 |
| Černčice u Žalan          | Černčice                                                                              | Žalany                    | 3,53  |
| Červený Újezd u Mukova    | Červený Újezd                                                                         | Hrobčice                  | 2,9   |
| Dlouhá Louka              | Dlouhá Louka                                                                          | Osek                      | 10,16 |
| Domaslavice               | Domaslavice                                                                           | Háj u Duchcova            | 3,51  |
| Drahůnky                  | Drahůnky                                                                              | Dubí                      | 2,42  |
| Dřínek                    | Razice                                                                                | Hrobčice                  | 1,41  |
| Dubí u Teplic             | Dubí                                                                                  | Dubí                      | 9     |
| Dubí-Bystřice             | Bystřice                                                                              | Dubí                      | 1,16  |
| Dubí-Pozorka              | Pozorka                                                                               | Dubí                      | 2,68  |
| Duchcov                   | Duchcov                                                                               | Duchcov                   | 8,2   |
| Fojtovice u Krupky        | Fojtovice                                                                             | Krupka                    | 4,81  |
| Habartice u Krupky        | Fojtovice                                                                             | Krupka                    | 12,76 |
| Háj u Duchcova            | Háj u Duchcova                                                                        | Háj u Duchcova            | 4     |
| Hajniště u Duchcova       | Jeníkov                                                                               | Jeníkov                   | 1,71  |
| Hetov                     | Razice                                                                                | Hrobčice                  | 2,93  |
| Horní Krupka              | Horní Krupka                                                                          | Krupka                    | 5,3   |
| Hostomice nad Bílinou     | Hostomice                                                                             | Hostomice                 | 3     |
| Hrad Osek                 | Hrad Osek                                                                             | Osek                      | 6,3   |
| Hrdlovka                  | Duchcov                                                                               | Duchcov                   | 4,52  |
| Hrdlovka-Nový Dvůr        | Osek                                                                                  | Osek                      | 5,33  |
| Hrob                      | Hrob                                                                                  | Hrob                      | 3,21  |
| Hrobčice                  | Hrobčice                                                                              | Hrobčice                  | 4,18  |
| Hudcov                    | Hudcov                                                                                | Teplice                   | 2,62  |
| Chotějovice               | Chotějovice                                                                           | Světec                    | 2,28  |
| Chotovenka                | Světec                                                                                | Světec                    | 1,7   |
| Chouč                     | Chouč                                                                                 | Hrobčice                  | 2,82  |
| Chudeřice u Bíliny        | Chudeřice                                                                             | Bílina                    | 2,44  |
| Jeníkov u Duchcova        | Jeníkov                                                                               | Jeníkov                   | 3,53  |
| Jenišův Újezd             | Mostecké Předměstí                                                                    | Bílina                    | 7,76  |
| Kladruby u Teplic         | Kladruby                                                                              | Kladruby                  | 2,88  |
| Kostomlaty pod Milešovkou | Hlince, Kostomlaty pod Milešovkou                                                     | Kostomlaty pod Milešovkou | 11,15 |
| Košťany                   | Košťany                                                                               | Košťany                   | 22,95 |
| Krupka                    | Krupka                                                                                | Krupka                    | 8,23  |
| Křemýž                    | Křemýž, Pňovičky                                                                      | Ohníč                     | 4,45  |
| Křižanov u Hrobu          | Křižanov                                                                              | Hrob                      | 3,38  |
| Kučlín                    | Kučlín                                                                                | Hrobčice                  | 1,25  |
| Kvítkov u Modlan          | Drahkov, Kvítkov                                                                      | Modlany                   | 2,52  |
| Lahošť                    | Lahošť                                                                                | Lahošť                    | 3,03  |
| Ledvice                   | Ledvice                                                                               | Ledvice                   | 5,04  |
| Lhenice u Bžan            | Bukovice, Lhenice, Mošnov                                                             | Bžany                     | 3,78  |
| Liptice                   | Duchcov                                                                               | Duchcov                   | 2,69  |
| Lukov u Bíliny            | Lukov                                                                                 | Lukov                     | 6,28  |
| Lysec                     | Lbín, Lysec, Pytlíkov                                                                 | Bžany                     | 2,82  |
| Mackov                    | Dlouhá Louka                                                                          | Osek                      | 5,41  |
| Malhostice                | Malhostice                                                                            | Rtyně nad Bílinou         | 2,33  |
| Maršov u Krupky           | Maršov                                                                                | Krupka                    | 1,18  |
| Měrunice                  | Měrunice                                                                              | Měrunice                  | 7,92  |
| Mikulov v Krušných horách | Mikulov                                                                               | Mikulov                   | 3,19  |
| Mirošovice                | Mirošovice                                                                            | Hrobčice                  | 3,11  |
| Mlýny                     | Mlýny                                                                                 | Hrob                      | 1,89  |
| Modlany                   | Modlany                                                                               | Modlany                   | 2,4   |
| Mohelnice u Krupky        | Fojtovice                                                                             | Krupka                    | 0,24  |
| Moldava                   | Moldava                                                                               | Moldava                   | 8,67  |
| Mrzlice                   | Mrzlice                                                                               | Hrobčice                  | 1,56  |
| Mstišov                   | Mstišov                                                                               | Dubí                      | 6,01  |
| Mukov                     | Mukov                                                                                 | Hrobčice                  | 6,58  |
| Nechvalice u Bystřan      | Nechvalice                                                                            | Bystřany                  | 2,11  |
| Nová Ves u Oseka          | Dlouhá Louka                                                                          | Osek                      | 5,64  |
| Nová Ves u Teplic         | Nová Ves, Teplice                                                                     | Teplice                   | 1,11  |
| Nové Město u Mikulova     | Nové Město                                                                            | Moldava                   | 17,51 |
| Nové Modlany              | Nové Modlany                                                                          | Krupka                    | 1,13  |
| Novosedlice               | Novosedlice                                                                           | Novosedlice               | 1,43  |
| Ohníč                     | Dolánky, Němečky, Ohníč                                                               | Ohníč                     | 2,62  |
| Oldřichov u Duchcova      | Oldřichov                                                                             | Jeníkov                   | 2,49  |
| Oldřiš u Moldavy          | Moldava                                                                               | Moldava                   | 2,49  |
| Osek u Duchcova           | Osek                                                                                  | Osek                      | 9,55  |
| Pastviny u Moldavy        | Moldava                                                                               | Moldava                   | 3,76  |
| Pohradice                 | Úpoř                                                                                  | Světec                    | 2,17  |
| Proboštov u Teplic        | Proboštov                                                                             | Proboštov                 | 2,59  |
| Prosetice                 | Prosetice                                                                             | Teplice                   | 1,99  |
| Přítkov                   | Přítkov                                                                               | Proboštov                 | 1,15  |
| Radovesice u Bíliny       | Razice                                                                                | Hrobčice                  | 9,51  |
| Razice                    | Razice                                                                                | Hrobčice                  | 4,06  |
| Rtyně nad Bílinou         | Rtyně nad Bílinou, Vrahožily                                                          | Rtyně nad Bílinou         | 2,89  |
| Sobědruhy                 | Sobědruhy                                                                             | Teplice                   | 2,3   |
| Soběchleby u Krupky       | Soběchleby                                                                            | Krupka                    | 2,67  |
| Srbice                    | Srbice                                                                                | Srbice                    | 2,13  |
| Střelná                   | Střelná                                                                               | Košťany                   | 1,37  |
| Suché                     | Suché                                                                                 | Modlany                   | 1,47  |
| Světec                    | Světec                                                                                | Světec                    | 3,4   |
| Štěpánov u Lukova         | Štěpánov                                                                              | Lukov                     | 3,36  |
| Štrbice                   | Štrbice                                                                               | Světec                    | 2,78  |
| Teplice                   | Teplice                                                                               | Teplice                   | 7,35  |
| Teplice-Řetenice          | Řetenice                                                                              | Teplice                   | 3,09  |
| Teplice-Trnovany          | Trnovany                                                                              | Teplice                   | 5,32  |
| Tvrdín                    | Tvrdín                                                                                | Hrobčice                  | 2,26  |
| Újezdeček                 | Újezdeček                                                                             | Újezdeček                 | 1,77  |
| Unčín u Krupky            | Unčín                                                                                 | Krupka                    | 6,11  |
| Velvěty                   | Kozlíky, Sezemice, Velvěty                                                            | Rtyně nad Bílinou         | 3,57  |
| Verneřice u Hrobu         | Verneřice                                                                             | Hrob                      | 2,61  |
| Věšťany                   | Věšťany                                                                               | Modlany                   | 2,13  |
| Vrchoslav                 | Vrchoslav                                                                             | Krupka                    | 2,42  |
| Všechlapy u Zabrušan      | Straky, Štěrbina, Všechlapy                                                           | Zabrušany                 | 4,61  |
| Zabrušany                 | Zabrušany                                                                             | Zabrušany                 | 2,6   |
| Žalany                    | Lelov, Žalany                                                                         | Žalany                    | 6,34  |
| Želénky                   | Želénky                                                                               | Zabrušany                 | 2,04  |
| Žichlice u Modlan         | Suché                                                                                 | Modlany                   | 1,59  |
| Žichov                    | Žichov                                                                                | Měrunice                  | 3,57  |
| Žim                       | Záhoří, Žim                                                                           | Žim                       | 5,73  |

Celková výměra 469,16 km2